# جان هامبرت
جان هامبرت هو رسام هولندي، ولد في 7 مايو 1734 في أمستردام في هولندا، وتوفي بنفس المكان في 22 سبتمبر 1794.